# Tsnigriïta
La tsnigriïta és un mineral de la classe dels sulfurs. Rep el nom de les sigles TSNIGRI del nom rus de l'Institut Central d'Investigacions Científiques de Prospecció Geològica (Moscou).

## Característiques
La tsnigriïta és una sulfosal de fórmula química Ag9SbTe₃S₃. Va ser aprovada com a espècie vàlida per l'Associació Mineralògica Internacional l'any 1991, sent publicada per primera vegada un any després. Cristal·litza en el sistema monoclínic. La seva duresa a l'escala de Mohs és 3,5.
Segons la classificació de Nickel-Strunz, la tsnigriïta pertany a 02.LA.10, sulfosals sense classificar sense Pb essencial, juntament amb: dervil·lita, daomanita, vaughanita, criddleïta, fettelita, chameanita, arcubisita, mgriïta, benleonardita, borovskita i jonassonita.

## Formació i jaciments
Va ser descoberta al dipòsit d'argent i or de Vysokovol'tnoye, situat a la serralada Bel'tau (Navoiy, Uzbekistan). També ha estat descrita a Rússia, l'Índia i Àustria.